# Transat Café L'Or
Ne doit pas être confondu avec la Transat en double, double transatlantique qui part et arrive à Lorient
Pour les articles homonymes, voir Transat, Jacques Vabre et Vabre (homonymie).
La Transat Café L'Or, connue sous l'appellation Transat Jacques-Vabre jusqu'en 2024, est une course à la voile transatlantique en double entre l’Europe et l'Amérique qui se déroule tous les deux ans depuis 1993.  Elle est aussi appelée la Route du café, parfois transat en double par opposition à la Transat anglaise en solitaire, et se court en équipage de deux marins. L'idée de cette transat est née de Xavier Dequest né en 1965 à Vitry-sur-Seine, créateur de la première Route du café organisée entre Le Havre et Carthagène des Indes en Colombie en octobre 1993 avec le partenariat financier des cafés Jacques Vabre. En fonction des années, elle est ouverte aux monocoques 60 pieds IMOCA, 50 pieds ou Class40 et multicoques Multi50, ORMA, MOD 70 ou Ultime. Cette course voit le jour à la suite de la disparition de la transat en double, organisée avec d'autres sponsors en 1979, 1983 et 1989, et basée sur une double traversée de l'Atlantique.

## Histoire

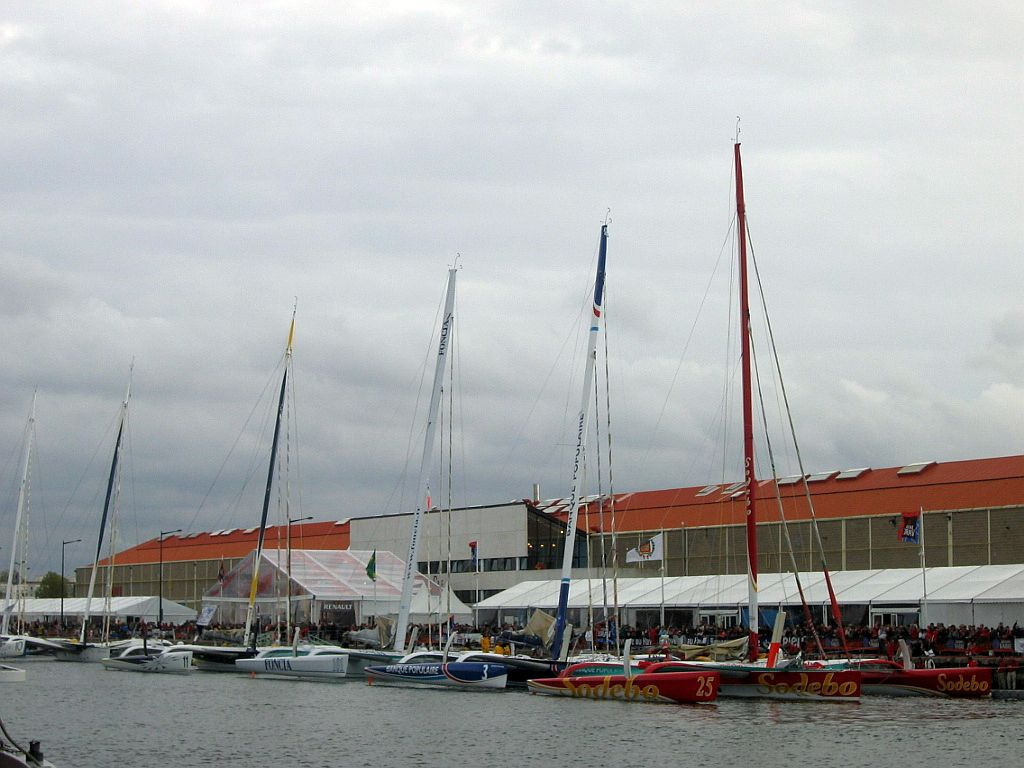
Des multicoques au quai dans le bassin Paul Vatine au Havre lors de l’édition 2005.

Lors de la première édition en 1993, la course se déroule en solitaire puis, dès l'édition de 1995, la transat a lieu en équipage de deux. 
Le port de départ est Le Havre (France) tandis que le port d'arrivée diffère selon les éditions. De 1993 à 1999, le port d'arrivée est Carthagène (Colombie). 
L'arrivée est fixé à Salvador de Bahia, au Brésil, de 2001 à 2007, puis en 2009 et 2011 à Puerto Limón (Costa Rica) et à Itajaí (Brésil), en 2013 et 2015.
Pour les éditions 2017 et 2019, l'arrivée est de nouveau fixée à Salvador de Bahia, le sponsor ayant voulu rendre hommage à l'histoire de la caféiculture dans le cadre du commerce maritime franco-brésilien.
Pour la 15e édition, en 2021, la course est renommée "Transat Jacques Vabre Normandie le Havre" et son arrivée s'effectue pour la première fois en Martinique, dans la baie de Fort-de-France. Cette arrivée est reconduite en 2023 pour la 16e édition qui marque le 30e anniversaire de l'épreuve.
Après trois décennies, l'appellation Jacques Vabre est remplacée par une autre marque du groupe JDE Peet’s : Café L'Or.

## Organisation de la course
Les multicoques de 50 pieds et 60 pieds (18,28 m) partent une journée plus tard que les monocoques 60, 50 et 40 pieds. Les multicoques 60'ORMA avaient jusqu'à l'édition 2005 un parcours sensiblement plus long, puisqu'ils devaient contourner l'île de l'Ascension. Ce handicap devait permettre une arrivée groupée après dix jours de mer. Cependant cette variante a disparu pour l'édition 2007. De même, la classe 50' monocoque a disparu au profit de la Class40. Quatre classements sont effectués : 60'ORMA, 60'IMOCA, 50'multicoques et 40'monocoques. La Classe 60'ORMA participe pour la dernière fois à la course en 2007.
| Épreuve            | 1993 | 1995 | 1997 | 1999 | 2001 | 2003 | 2005 | 2007 | 2009 | 2011 | 2013 | 2015 | 2017 | 2019 | 2021 | 2023 | 2025 |
| ------------------ | ---- | ---- | ---- | ---- | ---- | ---- | ---- | ---- | ---- | ---- | ---- | ---- | ---- | ---- | ---- | ---- | ---- |
| ORMA               | •    | •    | •    | •    | •    | •    | •    | •    |      |      |      |      |      |      |      |      |      |
| MOD70              |      |      |      |      |      |      |      |      |      |      | •    |      |      |      |      |      |      |
| Ultim 32/23        |      |      |      |      |      |      |      |      |      |      |      | •    | •    |      | •    | •    | •    |
| Multi50/Open Fifty |      |      | •    | •    | •    | •    | •    | •    | •    | •    | •    | •    | •    | •    | •    | •    | •    |
| IMOCA              | •    | •    | •    | •    | •    | •    | •    | •    | •    | •    | •    | •    | •    | •    | •    | •    | •    |
| Class40            |      |      |      |      |      |      |      | •    |      | •    | •    | •    | •    | •    | •    | •    | •    |
| Total de bateaux   | 13   | 11   | 18   | 20   | 33   | 38   | 35   | 60   | 20   | 36   | 44   | 42   | 38   | 59   | 79   | 95   |      |

## Éditions

### Première édition: 1993
Cette première édition sous le patronage de Jacques-Vabre se court en solitaire entre Le Havre (France) et Carthagène (Colombie). Treize bateaux sont au départ. La course est marquée par le naufrage de Marie Sergent.
- 1er multicoque : Paul Vatine sur Région Haute-Normandie en 16 jours et 46 minutes[7] ;
- 1er monocoque : Yves Parlier sur Cacolac d'Aquitaine en 18 jours, 23 heures et 38 minutes[8].

### Deuxième édition: 1995
La course se court dorénavant en double entre Le Havre et Carthagène.
- 1er multicoque : Paul Vatine et Roland Jourdain sur Région Haute-Normandie ;
- 1er monocoque : Jean Maurel et Fred Dahirel  sur Côte d'Or .

### Troisième édition: 1997
Toujours en duo entre Le Havre et Carthagène.
- 1er multicoque : Laurent et Yvan Bourgnon sur Primagaz ;
- 1er monocoque : Yves Parlier et Éric Tabarly sur Aquitaine Innovations ;

### Quatrième édition: 1999
En duo entre Le Havre et Carthagène. L'édition 1999 est endeuillée par la disparition, le 21 octobre, de Paul Vatine, à bord de Groupe André au large des Açores (Portugal).
- 1er multicoque : Loïck Peyron et Franck Proffit sur Fujicolor II ;
- 1er monocoque : Thomas Coville et Hervé Jan sur Sodebo.

### Cinquième édition: 2001
Une course en duo entre Le Havre et Salvador de Bahia (Brésil), trois catégories de bateaux.
- 1er multicoque 60 : Franck Cammas et Stève Ravussin sur Groupama ;
- 1er monocoque 60 : Roland Jourdain et Gaël Le Cléac'h sur Sill ;
- 1er monocoque 50 : Alex Bennett et Paul Larsen sur One Dream.

### Sixième édition: 2003
En duo entre Le Havre et Salvador de Bahia (Brésil), avec désormais quatre catégories de bateaux et trente-huit concurrents.
- 1er multicoque 60 : Franck Cammas et Franck Proffit sur Groupama ;
- 1er multicoque 50 : Ross Hobson (Royaume-Uni) et Andy Newman (Royaume-Uni) sur Mollymawk ;
- 1er monocoque 60 : Jean-Pierre Dick et Nicolas Abiven sur Virbac ;
- 1er monocoque 50 : Conrad Humphreys (Royaume-Uni) et Paul Larsen (Australie) sur Hellomoto.

### Septième édition: 2005

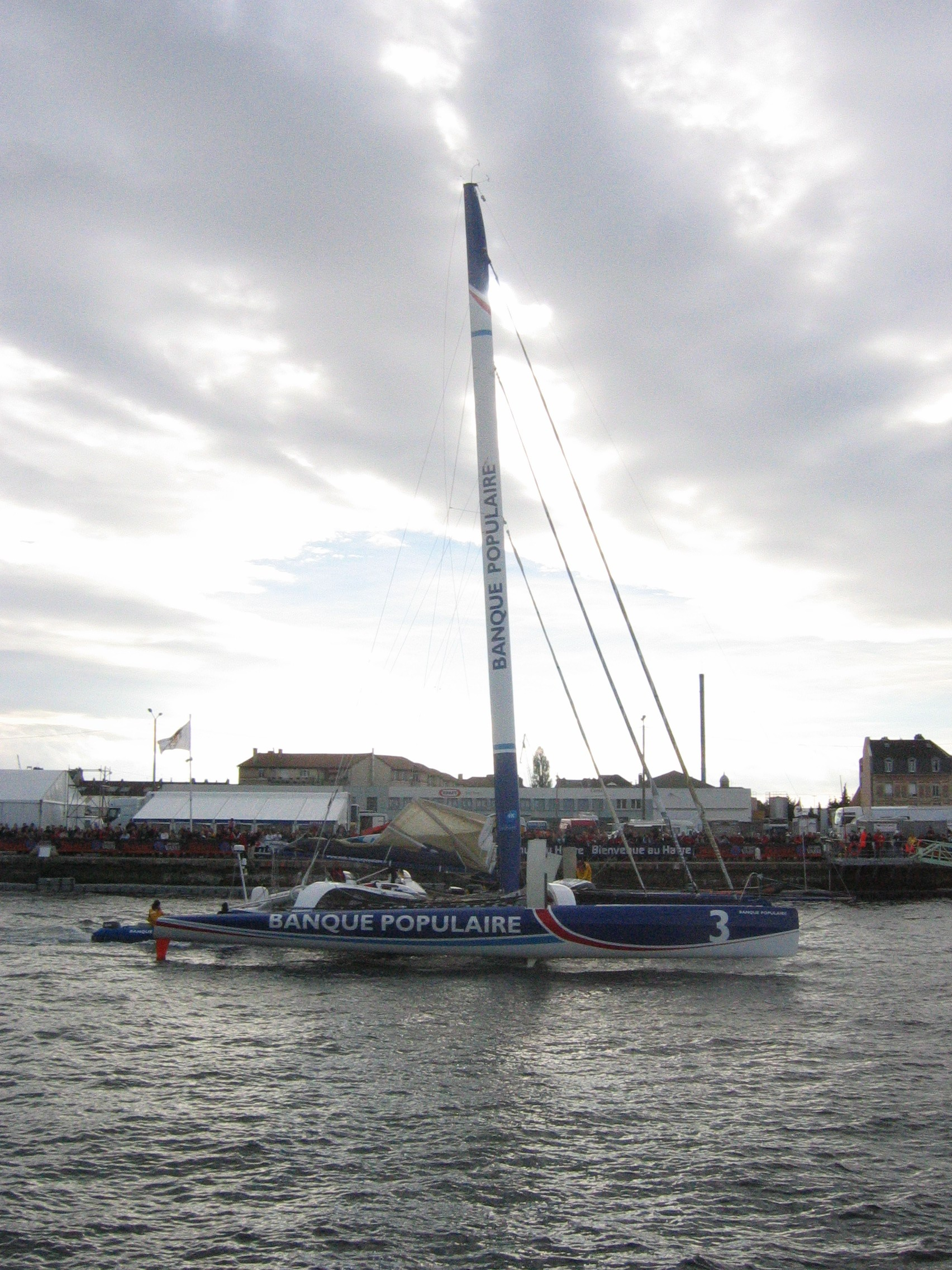
Banque populaire IV, le jour du départ, le 6 novembre 2005

En duo entre Le Havre et Salvador de Bahia (Brésil), quatre catégories de bateaux. Le départ est donné les 5 (pour les monocoques) et 6 novembre (pour les multicoques). 4340 milles (8 037 km) (monocoques 50 et 60 pieds) ou 5190 milles (9 600 km) (détour par l’île de l'Ascension) sont à parcourir cette année. Trente-cinq bateaux sont inscrits :
- 1er multicoque 60 pieds : Pascal Bidégorry et Lionel Lemonchois sur Banque Populaire IV ;
- 1er multicoque 50 pieds : Franck-Yves Escoffier et Kevin Escoffier sur Crêpes Whaou ;
- 1er monocoque 60 pieds : Jean-Pierre Dick et Loïck Peyron sur Virbac Paprec ;
- 1er monocoque 50 pieds : Joe Harris et Josh Hall sur Gryphon Solo.

### Huitième édition: 2007
Le départ est donné les 3 (pour les monocoques) et 4 novembre (pour les multicoques) du Havre. Les soixante bateaux inscrits pour la 8e édition avaient un parcours commun entre Le Havre et Salvador de Bahia (Brésil).
- 1er multicoque 60 : Franck Cammas et Stève Ravussin sur Groupama 2 en 10 jours, 38 minutes et 43 secondes (temps record de la course) ;
- 1er multicoque 50 : Franck-Yves Escoffier et Karine Fauconnier sur Crêpes Whaou en 15 jours, 22 heures, 27 minutes et 37 secondes ;
- 1er monocoque 60 : Michel Desjoyeaux et Emmanuel Le Borgne sur Foncia en 17 jours, 2 heures, 37 minutes et 5 secondes ;
- 1er monocoque 40 : Giovanni Soldini et Pietro d'Ali sur Telecom Italia en 22 jours, 13 heures, 2 minutes et 22 secondes.

### Neuvième édition: 2009
Le départ est donné le 8 novembre. La course se fait entre Le Havre et Puerto Limón (Costa Rica).
- 1er multicoque 50 : Franck-Yves Escoffier et Erwan Le Roux sur Crêpes Whaou en 15 jours, 15 heures, 31 minutes et 50 secondes ;
- 1er monocoque 60 : Marc Guillemot et Charles Caudrelier sur Safran en 15 jours, 19 heures, 22 minutes et 10 secondes.

### Dixième édition: 2011
La course se fait entre Le Havre et Puerto Limón (Costa Rica). Le départ de la dixième édition est donné le 2 novembre à 15 h 00, après avoir été repoussé le 30 octobre pour cause de météo défavorable, des creux de 13 mètres étant annoncés dans l'Atlantique.
- 1er monocoque 60 : Jean-Pierre Dick et Jérémie Beyou sur Virbac Paprec 3 en 15 jours, 18 heures, 13 minutes et 54 secondes ;
- 1er multicoque 50 : Yves Le Blevec et Samuel Manuard sur Actual en 17 jours, 17 heures, 7 minutes et 43 secondes ;
- 1er monocoque Class40 : Yannick Bestaven et Éric Drouglazet sur Aquarelle.com en 21 jours, 17 heures, 59 minutes et 8 secondes.

### Onzième édition: 2013
Le départ de la onzième édition devait être donné le 3 novembre pour les monocoques 60 pieds IMOCA et Class40, le 5 novembre pour les Multi50 et le 8 novembre pour les multicoques MOD70 mais une tempête dans la Manche a contraint les organisateurs à reporter le départ au 7 novembre. Le nouveau parcours relie Le Havre à Itajai (Brésil) soit 5 400 milles, sans aucune marque ou passage obligé.
- 1er multicoque MOD70: Sébastien Josse et Charles Caudrelier sur Edmond de Rothschild en 11 jours, 5 heures, 3 minutes et 54 secondes ;
- 1er multicoque Multi50 : Erwan Le Roux et Yann Eliès sur FenetreA - Cardinal en 14 jours, 17 heures, 50 minutes et 15 secondes ;
- 1er monocoque 60 pieds IMOCA : Vincent Riou et Jean Le Cam sur PRB en 17 jours, 41 minutes et 47 secondes ;
- 1er monocoque Class40 : Sébastien Rogues et Fabien Delahaye sur GDF Suez en 20 jours, 21 heures, 41 minutes et 25 secondes.

### Douzième édition: 2015
Le départ est donné le 25 octobre 2015. Le parcours relie Le Havre à Itajaí (Brésil).
- 1er multicoque Ultime :  François Gabart et  Pascal Bidégorry sur Macif en 12 jours, 17 heures, 29 minutes et 27 secondes ;
- 1er multicoque Multi50 :  Erwan Le Roux et  Giancarlo Pedote sur FenetreA - Prysmian en 16 jours 22 heures 29 minutes et 13 secondes ;
- 1er monocoque 60 pieds IMOCA :  Vincent Riou et  Sébastien Col sur PRB en 17 jours, 22 minutes et 24 secondes ;
- 1er monocoque Class40 :  Yannick Bestaven et  Pierre Brasseur sur Le Conservateur en 24 jours, 8 heures, 10 minutes et 9 secondes.

### Treizième édition: 2017
Le départ est donné le 5 novembre 2017. Le parcours relie Le Havre à Salvador de Bahia (Brésil) sur un parcours théorique de 4 350 milles.
- 1er multicoque Ultime :  Thomas Coville et  Jean-Luc Nelias sur Sodebo Ultim en 7 jours, 22 heures, 7 minutes et 27 secondes ;
- 1er multicoque Multi50 :  Lalou Roucayrol et  Alex Pella sur Arkema en 10 jours, 19 heures, 14 minutes et 19 secondes ;
- 1er monocoque 60 pieds IMOCA :  Jean-Pierre Dick et  Yann Eliès sur StMichel-Virbac en 13 jours, 7 heures, 36 minutes et 46 secondes ;
- 1er monocoque Class40 :  Maxime Sorel et  Antoine Carpentier sur V and B - Vaincre la mucoviscidose en 17 jours 10 heures 44 minutes et 15 secondes.

### Quatorzième édition: 2019
Le départ est donné le dimanche 27 octobre 2019. La course relie Le Havre à Salvador de Bahia (Brésil) sur un parcours théorique de 4 350 milles. En raison de leur taille, les multicoques de classe Ultime ne participeront pas à cette édition de la Transat Jacques Vabre. Faute de place dans les ports de départ et d'arrivée, l'organisation de la course n'était pas en mesure de leur assurer la sécurité et la visibilité médiatique nécessaire. Le 2 novembre voit le départ d'une nouvelle course en double dédiée aux ultimes : la Brest Atlantiques.
- 1er multicoque Multi50 :  Gilles Lamiré et  Antoine Carpentier sur Groupe GCA - Mille et un sourires en 11 jours, 16 heures, 34 minutes et 41 secondes[12],[13] ;
- 1er monocoque 60 pieds IMOCA :  Charlie Dalin et  Yann Eliès sur Apivia en 13 jours, 12 heures et 8 minutes[14] ;
- 1er monocoque Class40 :  Ian Lipinski et  Adrien Hardy sur Crédit mutuel en 17 jours, 16 heures, 21 minutes et 23 secondes[15].

### Quinzième édition: 2021
Le départ est donné le dimanche 7 novembre 2021 du Havre. L'épreuve relie Baie de Fort-de-France (Martinique). Les multicoques de Classe Ultime sont de retour après leur éviction en 2019 pour des questions de sécurité.
- 1er multicoque Ultime :  Franck Cammas et  Charles Caudrelier sur Maxi Edmond de Rothschild, les 7 500 milles en 16 jours, 1 heure, 49 minutes et 16 secondes ;
- 1er multicoque Ocean Fifty :  Sébastien Rogues et  Matthieu Souben sur Primonial, les 5 800 milles en 15 jours, 13 heures, 27 minutes et 14 secondes[18] ;
- 1er monocoque IMOCA :  Thomas Ruyant et  Morgan Lagravière sur Linked Out, les 5 800 milles en 18 jours, 1 heure, 21 minutes et 10 secondes ;
- 1er monocoque Class40 :  Antoine Carpentier et  Pablo Santurde Del Arco sur Redman, les 4 600 milles en 21 jours, 22 heures, 33 minutes et 30 secondes.

### Seizième édition: 2023
Pour son 30e anniversaire, un départ réduit est donné le 29 octobre 2023 du Havre, toujours en destination de la Martinique, avec une flotte de 44 Class40, 6 Ocean Fifty et 5 Ultime. Les Ocean Fifty et les Class40 doivent faire escale à Lorient tandis que le départ des 40 IMOCA est reporté.
- 1er multicoque Ultime :  Armel Le Cléac'h et  Sébastien Josse sur Banque Populaire XI, les 7 500 milles en 14 jours, 10 heures, 14 minutes et 50 secondes ;
- 1er multicoque Ocean Fifty :  Thibaut Vauchel-Camus et  Quentin Vlamynck sur Solidaires en Peloton, les 4 200 milles en 11 jours, 11 heures, 22 minutes et 27 secondes ;
- 1er monocoque IMOCA :  Thomas Ruyant et  Morgan Lagravière sur For People, les 3 765 milles en 11 jours, 21 heures, 32 minutes et 21 secondes ;
- 1er monocoque Class40 :  Ambrogio Beccaria et  Nicolas Andrieu sur Alla Grande-Pirelli en 18 j 12 h 21 min 55 s (9,10 nœuds)

### Dix-septième édition: 2025
Le départ est programmé le 26 octobre 2025 du Havre à destination de la Martinique avec les quatre mêmes classes.
73 bateaux seront au départ : 4 Ultim, 10 Ocean Fifty, 19 Imoca et 40 Class40.
- 1er multicoque Ultime :  ;
- 1er multicoque Ocean Fifty :  ;
- 1er monocoque IMOCA :  ;
- 1er monocoque Class40 : .

## Statistiques

### Nombre de victoires
Jean-Pierre Dick a remporté quatre fois l'épreuve dans la classe 60 pieds, et Franck Cammas trois fois dans cette catégorie et une victoire en Ultime.
Franck-Yves Escoffier et Antoine Carpentier sont les seuls marins à avoir remporté cette épreuve sur trois éditions d'affilée.
| Victoires | Navigateur            | Années                   |
| --------- | --------------------- | ------------------------ |
| 4         | Jean-Pierre Dick      | 2001, 2003, 2011 et 2017 |
| 4         | Franck Cammas         | 2001, 2003, 2007 et 2021 |
| 3         | Franck-Yves Escoffier | 2005, 2007 et 2009       |
| 3         | Erwan Le Roux         | 2009, 2013 et 2015       |
| 3         | Yann Eliès            | 2013, 2017 et 2019       |
| 3         | Charles Caudrelier    | 2009, 2013 et 2021       |
| 3         | Antoine Carpentier    | 2017, 2019 et 2021       |
| 2         | Paul Vatine           | 1993 et 1995             |
| 2         | Yves Parlier          | 1993 et 1997             |
| 2         | Roland Jourdain       | 1995 et 2001             |
| 2         | Franck Proffit        | 1999 et 2003             |
| 2         | Loïck Peyron          | 1999 et 2005             |
| 2         | Paul Larsen           | 2001 et 2003             |
| 2         | Stève Ravussin        | 2001 et 2007             |
| 2         | Pascal Bidégorry      | 2005 et 2015             |
| 2         | Yannick Bestaven      | 2011 et 2015             |
| 2         | Vincent Riou          | 2013 et 2015             |
| 2         | Thomas Coville        | 1999 et 2017             |
| 2         | Sébastien Rogues      | 2013 et 2021             |
| 2         | Sébastien Josse       | 2013 et 2023             |
| 2         | Morgan Lagravière     | 2021 et 2023             |
| 2         | Thomas Ruyant         | 2021 et 2023             |